# Nokia Lumia 720
Nokia Lumia 720 — смартфон із серії Lumia, розроблений компанією Nokia, анонсований 25 лютого 2013 року на MWC у Барселоні. Апарат працює під управлінням Windows Phone 8 і є смартфоном середнього рівня.

## Характеристики смартфону

### Апаратне забезпечення
Смартфон працює на базі двоядерного процесора Snapdragon S4 Plus (MSM8227) від Qualcomm, що працює із тактовою частотою 1 ГГц (архітектура ARMv7), графічний процесор — Adreno 305. Оперативна пам'ять — 512 Мб і вбудована пам'ять — 8 Гб (слот розширення пам'яті microSD до 64 Гб). Апарат оснащений 4,3-дюймовим (109,22 мм відповідно) екраном із розширенням 480 x 800 пікселів, тобто із щільністю пікселів 217 (ppi), що виконаний за технологією IPS LCD. В апарат вбудовано 6,7-мегапіксельну основну камеру, що може знімати HD-відео (720p) із частотою 30 кадрів на секунду, і фронтальною 1,3-мегапіксельною камерою (720p, 30 кадрів на секунду). Дані передаються бездротовими модулями Wi-Fi (802.11a/b/g/n), Bluetooth 3.0 і NFC. Вбудована антена стандарту GPS + GLONASS. Весь апарат працює від незмінного Li-ion акумулятора ємністю 2000 мА·г, що може пропрацювати у режимі очікування 520 годин (21,7 дня), у режимі розмови — 23,4 години, і важить 128 грам.

### Програмне забезпечення
Смартфон Nokia Lumia 720 постачається із встановленою операційною системою Windows Phone 8 від Microsoft.